# Celleporina pisiformis
Celleporina pisiformis är en mossdjursart som beskrevs av Canu och Bassler 1929. Celleporina pisiformis ingår i släktet Celleporina och familjen Celleporidae. Utöver nominatformen finns också underarten C. p. sinensis.